# Phyllostomus elongatus
Phyllostomus elongatus (E.Geoffroy, 1810) è un pipistrello della famiglia dei Fillostomidi diffuso nell'America meridionale.

## Descrizione

### Dimensioni
Pipistrello di medie dimensioni, con la lunghezza totale tra 99 e 115 mm, la lunghezza dell'avambraccio tra 64 e 69 mm, la lunghezza della coda tra 17 e 27 mm, la lunghezza del piede tra 13 e 23 mm, la lunghezza delle orecchie tra 26 e 32 mm e un peso fino a 51 g.

### Aspetto
La pelliccia è corta e densa. Le parti dorsali sono bruno-rossastre o grigiastre scure, mentre le parti ventrali sono come il dorso. Il muso è allungato, la foglia nasale è lanceolata, con la porzione anteriore non saldata al labbro superiore. Sul mento è presente un solco longitudinale contornato da due cuscinetti verrucosi. Nei maschi è presente una sacca ghiandolare sulla gola, più rudimentale nelle femmine. Le orecchie sono grandi, con l'estremità arrotondata e separate tra loro. Il trago è lungo circa un terzo del padiglione auricolare ed appuntito. Le membrane alari sono marroni o bruno-nerastre, talvolta con le estremità bianche e attaccate posteriormente lungo le anche. L'estremità della corta coda fuoriesce dalla superficie dorsale dell'ampio uropatagio. Il calcar è più lungo del piede. Il cariotipo è 2n=32 FNa=58.

## Biologia

### Comportamento
Si rifugia nelle cavità degli alberi e nelle fognature in piccoli gruppi e in colonie più numerose all'interno delle grotte. Solitamente si formano degli harem con un singolo maschio e diverse femmine con i loro piccoli, a cui talvolta si aggregano piccoli gruppi di maschi solitari. L'attività predatoria avviene nel buio completo e termina dopo circa due ore.

### Alimentazione
Si nutre di insetti, piccoli vertebrati, parti di fiori e frutta.

## Distribuzione e habitat
Questa specie è diffusa nella Colombia occidentale e sud-orientale, Venezuela, Guyana, Suriname, Guyana francese, Ecuador settentrionale, Perù orientale, Bolivia settentrionale e nel Brasile settentrionale, centrale e sud-orientale fino allo stato di Rio de Janeiro.
Vive nelle foreste tropicali sempreverdi a multistrato e in aree agricole.

## Conservazione
La IUCN Red List, considerato il vasto areale e la relativa abbondanza, classifica P.elongatus come specie a rischio minimo (Least Concern)).